# Estación de La Sagrera-Meridiana
La Sagrera-Meridiana es una estación de cercanías correspondiente a las líneas R3, R4 de Rodalies de Catalunya, ubicada en el distrito barcelonés de San Andrés. Fue inaugurada en 2011 y junto con la estación de metro de La Sagrera y las paradas de la red Exprés.cat, forman uno de los mayores intercambiadores de la red de metro, cercanías y autobús interurbano en la ciudad de Barcelona.

## Historia
El proyecto de construcción de una estación en la Red Ferroviaria de Interés General cercana a la estación del metro de La Sagrera surgió cuando el consejo de administración de la Sociedad Estatal de Infraestructuras del Transporte Terrestre adjudicó a COMSA la construcción de dicha estación en la línea Barcelona-Manresa-Cervera-Lérida-Zaragoza por 34 millones de euros. Esta nueva estación, con un plazo de ejecución proyectado de 17 meses, se ubica entre los túneles de las líneas L1 y L5 del metro.
A principios de 2011, el 20 de febrero, se inauguró la estación convirtiéndola en el intercambiador más importante de la zona norte de Barcelona.

## Servicios ferroviarios
| << cabecera                                                         | < estación      | línea | estación >   | cabecera >>                                                                                 | Notas y referencias |
| ------------------------------------------------------------------- | --------------- | ----- | ------------ | ------------------------------------------------------------------------------------------- | ------------------- |
| Rodalies de Catalunya operado por Renfe Operadora                   |                 |       |              |                                                                                             |                     |
| Hospitalet                                                          | Arco de Triunfo |       | Fabra i Puig | Granollers Canovellas La Garriga Vich Ripoll / Ribas de Freser Puigcerdá / La tour-de-Carol | [ 4 ] [ Nota 1 ]    |
| San Vicente de Calders Villafranca del Panadés Martorell Hospitalet | Arco de Triunfo |       | Fabra i Puig | Tarrasa Manresa                                                                             | [ 5 ]               |